# André Luís Neitzke
André Luís Neitzke (* 24. November 1986 in Paraná) ist ein brasilianischer Fußballspieler.

## Karriere
André begann seine Karriere 2004 bei SER Caxias do Sul. 2006 unterschrieb er einen Vertrag beim japanischen Erstligisten Cerezo Osaka. Sommer 2006 wechselte er zum Zweitligisten Tokushima Vortis, bestritt 48 Zweitligaspiele und schoss dabei zwei Tore. 2010 kehrte er nach Brasilien zurück. Hier spielte er bis 2014 für São José EC, Porto Alegre FC und Toledo EC. 2014 wechselte er nach Schweiz. Hier unterschrieb er einen Vertrag beim Zweitligisten FC Schaffhausen. Für den Verein bestritt er 113 Zweitligaspiele und schoss dabei fünf Tore. 2017 wechselte er zum Erstligisten FC Sion. Von 2019 bis 2020 spielte er bei Neuchâtel Xamax. 2021 wechselte er zum Zweitligisten FC Schaffhausen. 2022 wechselte er zu SC Brühl St. Gallen.